# تپه دره حسین علی
تپه دره حسین علی مربوط به دوره اشکانیان است و در شهرستان دورود، بخش مرکزی، دهستان ژان، ۱/۷ کیلومتری جنوب شرق روستای دریژان علیا واقع شده و این اثر در تاریخ ۲۸ شهریور ۱۳۸۶ با شمارهٔ ثبت ۱۹۵۵۳ به‌عنوان یکی از آثار ملی ایران به ثبت رسیده است.